# DYNC1H1
세포질 디네인 1 중사슬 1(Cytoplasmic dynein 1 heavy chain 1)은 인간에서 DYNC1H1 유전자에 의해 암호화되는 단백질이다.

## 상호 작용
DYNC1H1은 PAFAH1B1 및 CDC5L과 상호작용하는 것으로 나타났다.

## 임상적 관련성
이 유전자의 돌연변이는 우성 축삭돌기 샤르코 마리 투스 질환 뿐만 아니라 하지 우세 1(SMA-LED1)의 척추 근육 위축을 유발하는 것으로 나타났다.